# Manfred Büchel
Manfred Büchel (* 6. Juli 1961) ist ein ehemaliger liechtensteinischer Fussballspieler.

## Karriere

### Verein
Seine Vereinslaufbahn ist bis auf Stationen beim FC Balzers und beim FC Schaan unbekannt.

### Nationalmannschaft
Büchel gab sein Länderspieldebüt in der liechtensteinischen Fussballnationalmannschaft am 9. März 1982 beim 0:1 gegen die Schweiz im Rahmen eines Freundschaftsspiels. Bis 1990 war er insgesamt drei Mal für sein Heimatland im Einsatz.

## Erfolge
- 2× Liechtensteiner Fussballer des Jahres: 1987/88, 1988/89